# Porte de Menin à minuit
Porte de Menin à minuit est un tableau peint par William Longstaff en 1927. Il mesure 137 cm de haut sur 170 cm de large, et est conservé au Mémorial australien de la guerre à Canberra. Le tableau représente représente une foule de soldats fantômes marchant dans un champ devant la porte de Menin située à Ypres.
Longstaff a peint cette œuvre après avoir assisté à l'inauguration de ce mémorial de la Porte de Menin, le 24 juillet 1927. Ce mémorial commémore les hommes de l'Empire britannique, y compris l'Australie, morts lors des batailles de la Première Guerre mondiale et n'ayant pas de tombe connue. En se promenant dans les rues d'Ypres après la cérémonie, Longstaff aurait eu une « vision d'esprits aux casques d'acier surgissant des champs de maïs éclairés par la lune qui l'entouraient. » De retour à Londres, Longstaff aurait peint l'œuvre en une seule séance, alors qu'il était « encore sous influence psychique ».
Le tableau a immédiatement été populaire. Il a acheté par Lord Woolavington (en) pour 2 000 guinées et offert au gouvernement australien. Après une exposition royale au palais de Buckingham pour George V et la famille royale, le tableau a été exposé à Manchester et à Glasgow. Il a ensuite fait le tour de l'Australie, où des foules record ont payé pour voir l'œuvre. Longstaff a supervisé la réalisation de 2 000 tirages, dont 400 ont été remis au tout nouveau Mémorial australien de la guerre pour qu'il les vende afin de collecter des fonds.

## Œuvres apparentées
Le succès de cette œuvre a conduit Longstaff à peindre plus tard trois autres œuvres sur le même thème, celui des fantômes et du spiritisme, comme on peut le voir ci-dessous.
| Nom                               | Peint en | Vignette                                                         | Description                                                                                | Localisation                                                                        | Notes |
| --------------------------------- | -------- | ---------------------------------------------------------------- | ------------------------------------------------------------------------------------------ | ----------------------------------------------------------------------------------- | --- |
| Immortal Shrine (Eternal Silence) | 1928     | Immortal Shrine (Eternal Silence)                                | Dépeint des soldats fantômes marchant devant le Cénotaphe, à Londres, le Jour du Souvenir. | Mémorial australien de la guerre, à Canberra                                        | |
| The Ghosts of Vimy Ridge          | 1931     | The Ghosts of Vimy Ridge                                         | Dépeint des hommes du Corps canadien à la crête de Vimy.                                   | Le Railway Committee Room de l'Édifice du Centre, au Parlement du Canada, à Ottawa. | |
| Carillon                          | 1932     | New Zealand soldiers in Belgium hear the bells of their homeland | Dépeint des soldats néo-zélandais en Belgique, entendant les cloches de leur pays natal.   | Archives de Nouvelle-Zélande (en).                                                  | De nombreuses chromolithographies ont été produites, destinées aux écoles de Nouvelle-Zélande. Plusieurs copies en sont préservées à la Bibliothèque nationale de Nouvelle-Zélande. |